# Juta
Juta je dolgo, mehko, sijoče ličje vlakno, ki ga je mogoče presti v grobe, močne niti. Proizvaja se iz cvetočih rastlin iz rodu Corchorus, ki spada v družino slezov Malvaceae. Primarni vir vlaken je Corchorus olitorius, vendar se takšna vlakna štejejo za slabše od tistih, ki izhajajo iz Corchorus capsularis. Juta je tudi ime rastline ali vlaken, ki se uporabljajo za izdelavo tkanin.
Juta je eno najbolj dostopnih naravnih vlaknen, ki je po količini proizvedene in raznovrstne uporabe na drugem mestu za bombažem. Vlakna iz jute so sestavljena predvsem iz rastlinskih materialov celuloze in lignina . Vlakna iz jute spadajo v kategorijo ličnic (vlakna zbrana iz ličja, floema rastline, včasih imenovana "koža") skupaj s kenafom, industrijsko konopljo, lanom, ramijem, itd. Industrijski izraz za vlakna iz jute je surova juta. Vlakna so sivobela do rjava in 1–4 metre (3–13 čevljev) dolga. Juto imenujejo tudi "zlato vlakno" zaradi svoje barve in visoke denarne vrednosti.Za njo je značilno da je dobro odporna proti mikroorganizmom.